# Dietmar Schünicke
Dietmar Schünicke (* 9. Mai 1944) ist ein deutscher Chorleiter.

## Wirken
1971 gründete Dietmar Schünicke die Rellinger Kantorei. Von 1970 bis 2008 war er am Christianeum in Hamburg tätig und leitete dort die Schulchöre, von denen der A-Chor seit vielen Jahren mit etwa 400 Mitgliedern einer der größten Schulchöre Deutschlands ist. Der aus Einzelstufenchören mit Schülern der 5. bis 7. Klassen zusammengesetzte Unterstufenchor hat zudem insgesamt ca. 450 Mitglieder, ca. 95–97 % aller Schüler singen zumindest in der 5. Klasse im Chor mit. 
1988 übernahm der Chor die musikalische Gestaltung der zentralen Feierstunde am Volkstrauertag in der damaligen Bundeshauptstadt Bonn in der Beethovenhalle mit Mozarts Missa solemnis, mit einer Direktübertragung durch das ZDF und anschließendem Empfang beim Bundespräsidenten Richard von Weizsäcker.
Unter Schünickes Leitung fuhr der A-Chor des Christianeums im März 2005 nach China, wo er in sechs verschiedenen Schulen und Universitäten in Peking und Shanghai die „Carmina Burana“ von Carl Orff aufführte.  Im Jahr 2007 fand eine Reise mit dem Unterstufenchor nach Prag und Theresienstadt statt; dort wurde die in Theresienstadt geschriebene Kinderoper Brundibár aufgeführt. Eine Aufführung dieses Werkes in Altona wurde aufgezeichnet und als CD veröffentlicht. Dietmar Schünicke ging im Sommer 2008  in den Ruhestand.
Schünicke gründete nach seiner Pensionierung einen Ehemaligen-Chor des Christianeums, mit dem er 2012 das Deutsche Requiem von Brahms in  Rellingen und in Altona sowie im Oktober 2014 auch in Peking und an der Tongji-Universität in Shanghai aufführte unter der Schirmherrschaft von Helmut Schmidt.

## Ehrung
Am 5. Dezember 2005 erhielt Dietmar Schünicke für die Verdienste um die Musik an der Schule die 'Medaille für treue Arbeit im Dienste des Volkes' in Silber der Freien und Hansestadt Hamburg von Hamburgs Kultursenatorin Karin von Welck.